# Пол Феєрабенд
 Пол (Пауль) Карл Фе́єрабенд (нім. Paul Karl Feyerabend; 13 січня 1924, Відень, Перша Австрійська Республіка — 11 лютого 1994, Женольє, кантон Во, Швейцарія) — американський філософ і методолог науки.

## Біографія
Наукову кар'єру почав у 1951, працюючи в Англії, з 1958 у ряді північноамериканських університетів та в університетських центрах Західної Європи. Основні твори: «Проти методологічного примусу. Нарис анархістської теорії пізнання» (1975), «Наука у вільному суспільстві» (1978), «Проблеми емпіризму. Філософські замітки» (1981) та ін. У науковій творчості спирався на ідеї критичного раціоналізму (Поппер), історичної школи у філософії науки (Кун), зазнав впливу від марксизму (В. Голлічер) і ідеології контркультури (Франкфуртська школа).

## Наукова концепція
У 1970-і створив концепцію «епістемологічного анархізму». Анархізм у розумінні Феєрабенда малопривабливий у політичному вимірі, але незамінний для епістемології і філософії науки. У руслі основних ідей постпозитивізму Феєрабенд заперечує існування об'єктивної істини, визнання якої розцінює як догматизм.
Відкидаючи як кумулятивність наукового знання, так і наступність у його розвитку, Феєрабенд відстоює науковий і світоглядний плюралізм, відповідно до якого розвиток науки вивляється як хаотичне накопичення довільних переворотів, що не мають яких-небудь об'єктивних основ і раціонально не пояснюваних.
Розвиток наукового знання, за Фаєрабендом, припускає необмежене збільшення (проліферацію) конкуруючих теорій, взаємна критика яких стимулює наукове пізнання, а успіх кожної з них визначається умінням автора-одинака «організувати» його. Тому що наука не є єдиною або найкращою формою раціональності, то джерелом альтернативних ідей можуть бути будь-які позанаукові форми знання (магія, релігійні концепції, здоровий глузд і т. д.).
Заперечуючи єдині методологічні стандарти і норми наукового пізнання, Феєрабенд приходить також і до методологічного плюралізму. «Може бути успішним будь-який метод», — постулював своє кредо Феєрабенд.
Виходячи з факту теоретичної навантаженості мови наукових спостережень, він висловлює сумніви в можливості емпіричної перевірки наукових побудов і наполягає на принциповій несумірності наукових теорій (наприклад, загальних космологічних картин реальності) через неможливість порівняння їх із загальним емпіричним базисом. У Ньютона, на думку Феєрабенда, «форми, маси, об'єми і часові інтервали — фундаментальні характеристики фізичних об'єктів, у той час як у теорії відносності форми, маси, об'єми і часові інтервали суть зв'язки між фізичними об'єктами і системами координат, що ми можемо змінювати без якої-небудь фізичної інтерференції». (Поппер підкреслював некоректність такого підходу: несумірність може бути властива лише релігійним і філософським системам; теорії ж, що пропонують раціональне рішення аналогічних проблем, можуть зіставлятися).
До того ж, на думку Феєрабенда, оскільки знання ідеологічно навантажене, остільки боротьба альтернативних підходів у науці багато в чому визначається соціальними орієнтирами і світоглядною позицією дослідників. Через це, за Феєрабендом, кожен дослідник має право розробляти свої концепції, не узгоджуючи з якими-небудь загальноприйнятими стандартами і критикою з боку колег. Авторитаризм у будь-якій його формі неприпустимий у науковій ідеології. У «вільному суспільстві», ідею якого відстоював Феєрабенд, усі традиції рівноправні й однаково вхожі в структури влади. Воля — продукт різновекторної активності індивідів, а не дарунок амбіційних теоретичних систем, які сповідуються владу предержащими. «Релятивізм лякає інтелектуалів, тому що загрожує їхнім соціальним привілеям (так у свій час просвітителі загрожували привілеям священиків і теологів). Народ, довго тиранізований інтелектуалами, навчився ототожнювати релятивізм із культурним і соціальним декадансом. Тому на релятивізм нападають і фашисти, і марксисти, і раціоналісти. Оскільки виховані люди не можуть сказати, що відкидають ідею або спосіб життя через те, що ті їм не подобається (це було б ганебно), то вони шукають „об'єктивні“ причини і прагнуть дискредитувати предмет, що відкидають».
Протиріччя в розвитку науки, негативні наслідки науково-технічного прогресу спонукали Ф. до заклику відокремити науку від держави подібно до того, як це було зроблено з релігією: позбавити суспільство від духовного диктату науки. Вступаючи в конфлікт з академічною філософією науки, Феєрабенд виразив нові тенденції в розвитку цього дослідницького напряму, відкрив нові перспективи в розв'язанні його внутрішніх проблем, розширюючи предмет і методологічний інструментарій сучасної епістемології. Для Феєрабенда характерне обговорення методологічних питань у широкому соціокультурному контексті. У розв'язуванні конкретних проблем філософії науки Феєрабенд утілює сучасні тенденції філософствування: установку на гносеологічний, методологічний і світоглядний плюралізм, широке трактування раціональності, синтез позитивістських і соціально-антропологічних орієнтацій, прагнення до культурологічних, герменевтичних і антропологічних методик аналізу знання. Концепція Феєрабенда вносить екологічні і гуманістичні мотиви до епістемології, з неї бере початок новітній напрям у соціокультурному аналізі знання — антропологія знання (Е. Мендельсон, В. Елкана), що виходить із співмірності знання і людських здібностей і потреб.

## Вибрані праці
- Against Method: Outline of an Anarchistic Theory of Knowledge (1975), ISBN 0-391-00381-X, ISBN 0-86091-222-1, ISBN 0-86091-481-X, ISBN 0-86091-646-4, ISBN 0-86091-934-X, ISBN 0-902308-91-2 (First edition in M. Radner & S. Winokur, eds., Analyses of Theories and Methods of Physics and Psychology, Minneapolis: University of Minnesota Press, 1970.)
- Science in a Free Society (1978), ISBN 0-8052-7043-4
- Realism, Rationalism and Scientific Method: Philosophical papers, Volume 1 (1981), ISBN 0-521-22897-2, ISBN 0-521-31642-1
- Problems of Empiricism: Philosophical Papers, Volume 2 (1981), ISBN 0-521-23964-8, ISBN 0-521-31641-3
- Farewell to Reason (1987), ISBN 0-86091-184-5, ISBN 0-86091-896-3
- Three Dialogues on Knowledge (1991), ISBN 0-631-17917-8, ISBN 0-631-17918-6
- Killing Time: The Autobiography of Paul Feyerabend (1995), ISBN 0-226-24531-4, ISBN 0-226-24532-2
- Conquest of Abundance: A Tale of Abstraction versus the Richness of Being (1999), ISBN 0-226-24533-0, ISBN 0-226-24534-9
- Knowledge, Science and Relativism: Philosophical Papers, Volume 3 (1999), ISBN 0-521-64129-2
- For and Against Method: Including Lakatos's Lectures on Scientific Method and the Lakatos-Feyerabend Correspondence with Imre Lakatos (1999), ISBN 0-226-46774-0, ISBN 0-226-46775-9
- The Tyranny of Science (2011), ISBN 0-7456-5189-5, ISBN 0-7456-5190-9